# ГЕС Черчилл-Фоллз
Черчилл-Фоллс — дериваційна ГЕС на річці Черчилл в провінції Канади Ньюфаундленд і Лабрадор, має стати частиною проєктованого каскаду ГЕС на річці. Гідроелектростанція споруджена на місці водоспаду Черчилл заввишки 75 м, який після відводу річки у 1970 осушений, тобто не існує як водоспад більший час року. Річка, водоспад і ГЕС названі на честь британського прем'єр-міністра В. Черчилля.
На 2009 ГЕС Черчилл-Фолс має другий за величиною підземний машинний зал у світі після ГЕС Робер-Бурасса в північному Квебеку, є першою в Північній Америці гідроелектростанцією за середньорічним виробництвом (35 ТВт · год) і другою в Канаді по встановленій потужності (5428 МВт).

## Основні відомості
Спорудження гідроелектростанції було розпочато 17 липні 1967 після декількох років планування, завершено 6 грудня 1971. Водосховище — загальною площею 6988 км² і об'ємом 28 км³ — утворено не однієї дамбою, а 88 дериваційними дамбами загальною довжиною понад 64 км, при спорудженні яких було використано 20 млн м³ ґрунту. Найдовша з дамб має довжину 6.1 км. Ця схема дозволила збільшити площу водозбору з 60000 км² до 71700 км² і довести середньорічний стік в районі гідровузла до 52 км (1 651 м³/с).
Гідроелектростанція виконана за дериваційним принципом з відведенням річки в районі водоспаду. Має водоскидом з пропускною здатністю 1390 м³/сек. Машинний зал ГЕС, за проєктом підземний, розташовано в скелі на глибині 310 м. Розміри машинного залу складають 296 м завдовжки, 25 м завширшки і 47 м заввишки. Всього в ньому встановлено 11 гідроагрегатів із загальною потужністю 5428 МВт. Кожна з радіально-осьових турбін, що працюють при розрахунковому напорі 312.4 м, має масу 73 т і робочу частоту 200 об/хв. Потужність генераторів 493.5 МВ. Водоводи агрегатів виконані у вигляді підвідних тунелів довжиною 427 м і діаметром 6.1 м і водоскидних шахт до генераторів висотою 263 м і діаметром 2.13 м.
Станція є власністю «Churchill Falls (Labrador) Corporation Ltd», контрольний пакет (65.8%) акцій якої належить «Nalcor», 34,2% — «Hydro-Québec».. Існує проєкт розвитку станції, який включає в себе будівництво нових дамб і додаткових гідроелектростанцій, що повинно забезпечити збільшення площі водозбору. По завершенні проєкту загальна потужність проєктованого каскаду на річці повинна скласти 9252 МВт, загальна встановлена потужність ГЕС Черчилл-Фолс буде збільшена на 1 000 МВт до 6428 МВт.

## Водоспад
Після відведення річки у 1970, більшу частину року річище річки залишається сухим і водоспад активний тільки в короткі періоди сильних опадів.

## Історія проєкту
У 1915 Вільфред Тібодо досліджував плато Лабрадору і розробив схему каналів, яка могла бути використана для зміни течії річки до водоспаду Черчилл. Схема пропонувала використовувати природні особливості сточища, що дозволяло уникнути зведення масивної дамби. У 1947 були проведені додаткові дослідження, які підтвердили оптимальність запропонованої схеми, але будівництва ГЕС не послідувало з наступних причин:
- складного району передбачуваних робіт
- суворих кліматичних умов
- віддаленості району
- великих відстаней передачі електроенергії
- відсутність ринків збуту прогнозованого обсягу електроенергії

У серпні 1949 прем'єр-міністр території Ньюфаундленд і Лабрадор Д. Р. Смолвуд після відвідування водоспаду Черчилл став гарячим прихильником використання гідропотенціалу річки. У 1953 була сформована «Британська корпорація розвитку Ньюфаундленду» з метою використання незайманих водних і мінеральних ресурсів регіону. Разом з розвитком шахт з видобутку залізної руди в західному Лабрадорі і будівництвом залізниці «Quebec North Shore and Labrador Railway» у 1954 створення гідроелектростанції на річці стало економічно виправданим.

## Ресурси Інтернету
- Churchill Falls Hydroelectric project [Архівовано 24 вересня 2010 у Wayback Machine.]
- Profile of the Innu people of Labrador [Архівовано 20 грудня 2005 у Wayback Machine.]
- Hon. Brian Tobin 1996 speech to the Empire Club
- The loophole in the 1969 Hydro-Québec/CFLCo. agreement [Архівовано 12 серпня 2011 у Wayback Machine.]